# Неслунд, Тотта
Эрик Торстен «Тотта» Неслунд (швед. Erik Torsten «Totta» Näslund, 1 апреля 1945 года, Сандвикен, Швеция — 19 июня 2005 года, Гётеборг, Швеция) — шведский блюзовый музыкант и актёр.

## Биография
Неслунд родился в городе Сандвикен и рос в маленьком северном городке Köpmanholmen, но в 1970 году переехал в Гётеборг в поисках работы. Когда он работал в гётеборгских доках, а затем вступил в Nynningen, рок-группу с левыми политическими текстами и был вдохновлён советским поэтом Владимиром Маяковским. Тотта Неслунд стал главным вокалистом группы.
В середине 1970-х Nynningen слилась с Nationalteatern, ансамблем музыкального театра со многими актёрами. Тотта Неслунд вступил в группу как вокалист, гитарист и актёр. Nationalteatern развивалась в иную от классического театра сторону и стала настоящей рок-группой, «рок-оркестром», как они сами себя называли. Несмотря на то, что Неслунд никогда не написал ни одной собственной песни для этой группы, он был, вероятно, её самым заметным участником наравне с Ульфом Дагебю (англ.).
Nationalteatern была одной из многих левых музыкальных и театральных групп, которые в 1977 году сформировали Tältprojektet, The Tent Project, музыкальную театральную постановку об истории шведского рабочего класса, которая гастролировала по Швеции летом того же года. Тотта Неслунд играл «Нищего», главного рассказчика в пьесе, и исполнял несколько ведущих музыкальных партий, таких как «Aldrig mera krig» (со швед. — «Нет больше войне») и «Vi äro tusenden» (со швед. — «Мы — легион»). Tältprojekted как некоммерческий эксперимент финансировался своими членами и поддерживающими их гражданами и был очень успешным.
В начале 1980-х Nationalteatern распались и тогда Тотта Неслунд направил все свои силы на занятие своим проектом «Totta’s Bluesband» — блюзовой группой, которая пела на английском языке и давала небольшие гастроли по США.
В 1995 году Неслунду исполнилось 50 лет и он решил заняться сольной карьерой. Он выпустил 8 сольных альбомов, большинство песен на которых были написаны для него другими артистами, а также записывал каверы на известные хиты.
Одним из главнейших источников вдохновения для Неслунда был Боб Дилан. Несмотря на финальную стадию ракового заболевания, в мае 2005 года он отправился в родной город Дилана, Хиббинг, штат Миннесота, и исполнил там некоторые его песни в своей манере. Неслунд также начал записывать альбом совместно с Микаэлем Вье, на котором он исполнял песни Дилана, переведённые на шведский язык, но работа над альбомом внезапно прервалась в связи с кончиной музыканта.
Тотта Неслунд умер 19 июня 2005 года от рака печени. У него было запланировано выступление в его родном городе Köpmanholmen на следующий день. На момент смерти ему было 60 лет.

## Избранная дискография
Вместе с Nationalteatern
- 1976 — Kåldolmar och kalsipper
- 1978 — Barn av vår tid
- 1980 — Rövarkungens ö
- 1987 — Peter Pan

Вместе с группой Tottas Bluesband
- 1981 — Live at Renströmska
- 1983 — Saturday night boogie woogie
- 1985 — Combination boogie
- 1988 — Compilation boogie (1981—1986)
- 2003 — Sitting on top of the world

Как сольный исполнитель
- 1995 — Totta
- 1996 — Totta 2 — Hjärtats slutna rum
- 1999 — Totta 3 — En dåre som jag
- 2001 — Totta 4 — Duetterna
- 2002 — Totta 5 — Turnén
- 2002 — Totta 6 — Bortom månen & mars
- 2004 — Totta 7 — Soul på drift
- 2005 — Totta 8 — Greatest Hits — Bättre begagnat
- 2006 — Totta & Wiehe — Dylan, посмертный альбом, песни написанные Бобом Диланом, переведённые на шведский язык, совместно с Микаэлем Вье

## Фильмография
- «Vildängel» (1997) (фильм)
- «Blueprint» (1992) (мини-сериал)
- «Som man ropar» (1987) (телесериал)
- «Taxibilder» (1984) (мини-сериал)
- «Tryggare kan ingen vara» (1984) (телесериал)